# Prosymna janii
Espèce
Synonymes
- Prosymna jani Bianconi, 1862

Statut de conservation UICN

 LC  : Préoccupation mineure
Prosymna janii est une espèce de serpents de la famille des Lamprophiidae.

## Répartition
Cette espèce se rencontre dans l'est de l'Afrique du Sud et dans le sud du Mozambique.

## Étymologie
Cette espèce est nommée en l'honneur de Giorgio Jan.

## Publication originale
- Bianconi, 1862 : Specimina zoologica Mosambicana. De Reptilibus. Memorie della Reale Accademia delle Scienze dell'Istituto di Bologna, ser. 2 , vol. 1, p. 469-472.